# Таліб Амолі
Мухаммед ібн Абдаллах Таліб Амолі (*1580/1586 — 1627) — перськомовний поет часів династій Сефевідів та Великих Моголів.

## Життєпис
Походив з сільської родини. Народився 1580 або 1586 року в містечку Амол (Мазандаран). Тут отримав початкову освіту, отримавши гарні знання з філософії, каліграфії, математики та геометрії. Замолоду виявив хист до складання віршів. Спочатку присвячував свої твори місцевому правителю Мірзі Мухаммаду Шафі Хорасані, але не мав від цього якогось зиску.
1601 року перебрався до родичів в м. Кашан. Тут прожив близько 5 років, де набув відомості. Після цього вирішив перебратися до столиці держави — Ісфагану. Присвятив 2 касиди шаху Аббасу I, сподіваючись отримати якусь посаду при дворі. Втім не домігся бажаного. З огляду на це рушив до Мешхеду, а звідти — Мерву, до двору шахського намісника Бекташ-хану Устаджлу, деякий час знаходився у нього на службі.
Близько 1607 року перебрався до двору могольського падишаха Джаханґіра. Деякий час мешкав в Делі, потім в Агрі. Зрештою опинився при дворі Мірзи Газі-хана Тархана, могольського намісника Кандагару. 1613 року після смерті останнього повернувся до Агри. Тут справив гарне враження на впливового сановника Ходжу-Касим даянат-хана, який надав Таліб рекомендації до Абдаллах-хана Фірузджангу, субедару Гуджарату. Втім тут провів небагато часу. Слідом за цим повертається до Агри, а звідти до Лахору, де затоваришував з поетом Шапуром Техрані, який клопотав про Таліба Амолі перед своїм стриєчним братом Ітимад ад-Даулою, візиром падишаха. З цього часу перебував в почті візира, внаслідок чого покращився майновий стан поета. Деякий час обіймав посаду мохрдара (хранителя печатки), втім через деякий час відмовився від цієї посади.
1618 року отримав від Джахангіра почесну посаду маліка аш-шуара. Останні роки життя провів при дворі падишаха. В цей час оженився. у нього народилося 2 доньки. Помер 1627 року в Лахорі, куди перебрався незадовго до того.

## Творчість
Сприяв розвитку так званого «свіжого стилю» («в подальшому відомому як „індійський стиль“ перської поезії»). Таліб називав його зарз-е есте'аре (метафоричний стиль). Надав нової життєздатності звичайним образам і загальним ідіомам, досліджуючи їхні повні образні наслідки. Його газелі наслідували стилю Хафіза. Касиди сповнені поетичних образів, нових висловів.
Загальний доробок становить 22968 бейтів. Працював в жанрах касида (85 в 5471 бейтах), маснаві (4), кит'а (51 в 81- бейтах), газель (1860 в 13700 бейтах), таркіббанди (8 в 594 бейта), рубаї (755). Більшість його творів увійшли до дивану (збірки) «Таліб і Зоре». Касиди переважно присвячені сановникам або правителям, де описується душевний стан поета. Таркіббанди переважно торкаються кохання, стосунків з дівчиною. Газелі мають різну тематику: кохання, філософія, містика, повсякдення. Рубаї сповнені гумору, афористичних думок, гострих споглядань. Менше за все приділяв уваги маснаві, з яких одне — «Хосров і Ширін» — присвятив Бекташ-хану Устаджлу, намісникові Мерва, інші 3 склав, перебуваючи в Індії. Найбільшою є маснаві «Джахангір-наме» (322 бейта), присвячена падишахові.